# Negima!?
Negima!? (ネギま?) é uma história alternativa (paródia) da série de mangá Negima!: Magister Negi Magi. O anime , dirigido por Akiyuki Shinbo, foi ao ar em 4 de outubro de 2006 até 28 de março de 2007 no Japão. É acompanhado por uma nova série mensal de mangá desenhado por Takuya Fujima chamado: Negima!? Neo. Ambas as séries (Negima! e Negima!?) recorrem aos mesmos personagens e locais. No entanto, esta série tem uma história diferente do que a história original, apesar de terem semelhanças óbvias no enredo (devido ao aproveitamento de personagens com suas características originais). O novo enredo explica o acréscimo de pontuação (?) para o título.
Negima!? foca mais em batalhas mágicas e comédia e menos em fanservice. Esta nova temporada do anime foi ao ar na TV Tokyo durante a tarde, em vez de ir tarde da noite, como a série original anime fez
É um anime Shonen, que mistura ação, magia, comédia e romance de uma maneira única, só se comparando com a série original (Negima!). O anime conta com 26 episódios (assim como o original) e com 2 ovas Filme ou OVA. Não existe previsão para o lancamento do mangá e nem do anime no Brasil.

## Recepção
Nos episódios iniciais, as classificações para o show foram relativamente boas. À medida que a série progrediu, as classificações do programa diminuíram. No momento em que o último episódio foi ao ar em 28 de março de 2007, o show alcançou expectativa de 34 abaixo do esperado 40 para animes apresentados na temporada de outono de 2006.